# Kunc
Kunc je priimek več znanih Slovencev:
- Aleš Kunc (*1973), košarkar
- Aljaž Kunc (*1999), košarkar
- Boris Kunc (1909—1992), zdravnik (vojaški) kirurg, prof. VMA Beograd
- Drago Kunc (1917—1990), politični komisar, diplomat
- Franc Kunc (1879—1960), fotograf v Ljubljani (ust. atelje "Viktor")
- Janez Kunc (*1969), veterinar, vodja Osemenjevalnega centra Preska
- Karl Kunz; tudi Karel Kunc, (1813—1888), grafik, numizmatik
- Karel Kunc (1879—1950), matematik, fizik, pedagog
- Maja Atanasijević Kunc (*1957), elektrotehnica, univ. prof.
- Maks Kunc (1930—1996), naravoslovni fotograf
- Marinka Fritz Kunc (*1942), pisateljica, učiteljica in novinarka
- Matija Kunc (1853—1922), politik
- Mitja Kunc (*1971), alpski smučar
- Pavel Kunc (*1934), strojnik, energetik
- Peter Kunc (1934—2021?), strojnik, metalurg
- Robert Kunc (*1970), strojnik, prof. FS
- Vinko Kunc (*1958), elektronik
- Zinka Kunc (1906—1989), hrvaška sopranistka, operna in koncertna pevka